# Griekenland op de Olympische Winterspelen 2022
Griekenland was een van de deelnemende landen aan de Olympische Winterspelen 2022 in Peking, China.

## Deelnemers en resultaten

### Alpineskiën
Maximaal vier deelnemers per onderdeel
Mannen
| Naam             | Onderdeel    | 1e run         | 1e run         | 2e run         | 2e run         | Totaal         | Totaal         |
| Naam             | Onderdeel    | Tijd           | Rang           | Tijd           | Rang           | Tijd           | Rang           |
| ---------------- | ------------ | -------------- | -------------- | -------------- | -------------- | -------------- | -------------- |
| Ioannis Antoniou | Reuzenslalom | niet gefinisht | niet gefinisht | niet geplaatst | niet geplaatst | niet geplaatst | niet geplaatst |
| Ioannis Antoniou | Slalom       | 59,48          | 36             | 54,81          | 28             | 1:54,29        | 29             |

Vrouwen
| Naam                  | Onderdeel    | 1e run         | 1e run         | 2e run         | 2e run         | Totaal         | Totaal         |
| Naam                  | Onderdeel    | Tijd           | Rang           | Tijd           | Rang           | Tijd           | Rang           |
| --------------------- | ------------ | -------------- | -------------- | -------------- | -------------- | -------------- | -------------- |
| Maria-Eleni Tsiovolou | Reuzenslalom | niet gefinisht | niet gefinisht | niet geplaatst | niet geplaatst | niet geplaatst | niet geplaatst |
| Maria-Eleni Tsiovolou | Slalom       | niet gefinisht | niet gefinisht | niet geplaatst | niet geplaatst | niet geplaatst | niet geplaatst |

### Langlaufen
Maximaal vier deelnemers per onderdeel
Lange afstanden
Mannen
| Naam              | Onderdeel         | Uitslag   | Uitslag |
| Naam              | Onderdeel         | Tijd      | Rang    |
| ----------------- | ----------------- | --------- | ------- |
| Apostolos Angelis | 50 km vrije stijl | 1:34:04,2 | 59      |

Vrouwen
| Naam         | Onderdeel             | Uitslag | Uitslag |
| Naam         | Onderdeel             | Tijd    | Rang    |
| ------------ | --------------------- | ------- | ------- |
| Maria Ntanou | 10 km klassieke stijl | 37:39,4 | 88      |
| Maria Ntanou | 30 km vrije stijl     | LAP     | 61      |
| Nefeli Tita  | 10 km klassieke stijl | 42:12,1 | 98      |

Sprint
Mannen
| Naam              | Onderdeel | Kwalificatie | Kwalificatie | Kwartfinales   | Kwartfinales   | Halve finales  | Halve finales  | Finale         | Finale |
| Naam              | Onderdeel | Tijd         | Rang         | Tijd           | Rang           | Tijd           | Rang           | Tijd           | Rang   |
| ----------------- | --------- | ------------ | ------------ | -------------- | -------------- | -------------- | -------------- | -------------- | ------ |
| Apostolos Angelis | Sprint    | 3:20,87      | 83           | niet geplaatst | niet geplaatst | niet geplaatst | niet geplaatst | niet geplaatst | 83     |

Vrouwen
| Naam                     | Onderdeel  | Kwalificatie | Kwalificatie | Kwartfinales   | Kwartfinales   | Halve finales  | Halve finales  | Finale         | Finale |
| Naam                     | Onderdeel  | Tijd         | Rang         | Tijd           | Rang           | Tijd           | Rang           | Tijd           | Rang   |
| ------------------------ | ---------- | ------------ | ------------ | -------------- | -------------- | -------------- | -------------- | -------------- | ------ |
| Maria Ntanou             | Sprint     | 4:04,66      | 89           | niet geplaatst | niet geplaatst | niet geplaatst | niet geplaatst | niet geplaatst | 89     |
| Nefeli Tita              | Sprint     | 4:14,48      | 87           | niet geplaatst | niet geplaatst | niet geplaatst | niet geplaatst | niet geplaatst | 87     |
| Maria Ntanou Nefeli Tita | Teamsprint | n.v.t.       | n.v.t.       | n.v.t.         | n.v.t.         | LAP            | 13             | niet gepl.     | =23    |